# John Updike
John Hoyer Updike (ur. 18 marca 1932 w Reading, zm. 27 stycznia 2009 w Beverly Farms, Massachusetts) – amerykański pisarz i poeta. Odznaczony Narodowym Medalem Sztuk.
Tematem jego książek było zazwyczaj życie przedstawicieli amerykańskiej protestanckiej klasy średniej z małego miasteczka. W swoich tekstach często zajmował się seksem, wiarą, śmiercią i ich wzajemnymi powiązaniami.

## Życiorys
Updike urodził się w Reading w stanie Pensylwania, był jedynakiem. Jego ojciec uczył matematyki w liceum. Do 13. roku życia przyszły pisarz mieszkał w miasteczku Shillington, potem na farmie odległej o kilkanaście kilometrów. W dzieciństwie cierpiał na łuszczycę i jąkanie. Matka zachęcała go do pisania.
Studiował anglistykę na Harvard University, którą ukończył w 1954 z wyróżnieniem, a następnie został stałym współpracownikiem New Yorkera. W 1957 opuścił Manhattan i przeniósł się do Ipswich w stanie Massachusetts. W 1959 opublikował zbiór opowiadań The Same Door.

## Twórczość
Najbardziej znane dzieła Updike’a to seria o Króliku (Uciekaj, Króliku; Przypomnij się, Króliku; Jesteś bogaty, Króliku; Królik odpoczywa i Rabbit, Remembered). Jesteś bogaty, Króliku i Królik odpoczywa zostały uhonorowane nagrodą Pulitzera. Tytułowy bohater to Harry „Rabbit” Angstrom, przeciętny Amerykanin, którego życie obserwujemy na przestrzeni kilku dekad na tle zmian w USA.
Updike opublikował 21 powieści, wiele zbiorów opowiadań i poezji, tekstów krytycznych oraz książek dla dzieci. Powieść Czarownice z Eastwick (1984), doczekała się ekranizacji (1987) pod tym samym tytułem. Oprócz nagrody Pulitzera otrzymał też m.in. National Book Critics Circle Award (1982 i 1990), PEN/Malamud Award (1988) i PEN/Faulkner Award (2004).
| Powieści z cyklu o Króliku - (1960) Uciekaj, Króliku (Rabbit, Run) - (1971) Przypomnij się, Króliku (Rabbit Redux) - (1981) Jesteś bogaty, Króliku (Rabbit Is Rich) - (1990) Królik odpoczywa (Rabbit At Rest) - (2001) Rabbit Remembered (patrz: Miłosne kawałki) Powieści z cyklu o Bechu - (1970) Bech, a Book - (1982) Bech Is Back - (1998) Bech at Bay Powieści z cyklu o Buchananie - (1974) Buchanan Dying (sztuka) - (1992) Memories of the Ford Administration (powieść) Powieści z cyklu o Eastwick - (1984) Czarownice z Eastwick (The Witches of Eastwick) - (2008) The Widows of Eastwick Pozostałe powieści - (1959) Jarmark domu ubogich (The Poorhouse Fair) - (1963) Centaur (The Centaur) - (1965) Farma (Of the Farm) - (1968) Pary (Couples) - (1975) A Month of Sundays - (1977) Wyjdź za mnie (Marry Me) - (1978) The Coup - (1986) Roger’s Version - (1988) S. (S.) - (1994) Brazylia (Brazil) - (1996) W krasie lilii (In the Beauty of the Lilies) - (1997) Po kres czasu (Toward the End of Time) - (2000) Gertruda i Klaudiusz (Gertrude and Claudius) - (2002) Szukajcie mego oblicza (Seek My Face) - (2004) Miasteczka (Villages) - (2006) Terrorysta (Terrorist) | Zbiory opowiadań - (1959) The Same Door - (1961) A & P - (1962) Gołębie pióra (Pigeon Feathers) - (1964) Olinger Stories (wybór) - (1966) Szkoła muzyczna (The Music School) - (1972) Muzea i kobiety oraz inne opowiadania (Museums And Women) - (1979) Problems - (1979) Too Far To Go (powiązane ze sobą opowiadania o jednej rodzinie) - (1987) Trust Me - (1994) The Afterlife - (2000) The Best American Short Stories of the Century (redaktor) - (2001) Miłosne kawałki: dwanaście opowiadań oraz kontynuacja powieści „Uciekaj króliku” (Licks of Love) - (2003) The Early Stories: 1953–1975 - (2009) My Father’s Tears and Other Stories Poezja - (1957) Ex-Basketball Player - (1958) The Carpentered Hen - (1963) Telephone Poles - (1969) Midpoint - (1969) Dance of the Solids - (1977) Tossing and Turning - (1985) Facing Nature - (1993) Collected Poems 1953–1993 - (2001) Americana: and Other Poems Eseje, krytyka, literatura faktu - (1965) Assorted Prose - (1975) Picked-Up Pieces - (1983) Hugging The Shore - (1989) Self-Consciousness: Memoirs - (1989) Just Looking - (1991) Odd Jobs - (1996) Golf Dreams: Writings on Golf - (1999) More Matter - (2005) Still Looking: Essays on American Art - (2007) Due Considerations: Essays and Criticism Wstępy - Wykłady o literaturze Nabokova - Ze świata Kapuścińskiego |

## Ekranizacje
- Uciekaj, Króliku (1970)
- Czarownice z Eastwick (1987)